# زولت لوكا
زولت لوكا (بالرومانية: Zsolt Luka)‏ هو مخرج روماني، ولد في 10 يونيو 1969 في كلوج نابوكا في رومانيا.

## وصلات خارجية
- زولت لوكا على موقع IMDb (الإنجليزية)